# Academia del Trípode
Entre otras muchas academias literarias, la Academia del Trípode fue ideada durante una tertulia habida entre tres clérigos educados en el colegio granadino del Sacro Monte: José Antonio Porcel, "Caballero de la Floresta", nacido en 1715; Alonso Dalda, "Caballero de la Peña Devota" y Diego Nicolás de Heredia "Caballero del Yelmo de Plata", sobrenombres todos que aluden a libros de caballerías. El grupo fue alentado por Alonso Verdugo Castilla, tercer Conde de Torrepalma, en cuya familia era habitual el mecenazgo, pues su padre, fallecido en 1720, había apadrinado diversas «academias» y festejos culturales en memoria de fechas importantes; este mecenazgo tuvo que sobrevenir a la vuelta del Conde a Granada en 1737 con motivo del óbito materno; Porcel conocía al conde a causa de su condición de bastardo del marqués de Villaflores criado en su propia casa. Con esto la tertulia del trípode tuvo un cuarto miembro, ya que el Conde de Torrepalma era también aficionado al cultivo de las letras, con el apelativo de "Caballero Acólito Aventurero". Las reuniones eran irregulares y en principio se hacía una tenida a principios de cada mes. Como se conservan las actas, se sabe que en agosto de 1741 se habían celebrado ya veintidós sesiones y había un presidente, un fiscal o crítico de las piezas literarias presentadas y un secretario. Al final de cada una se proponían temas para la siguiente reunión. La estética cultivada por los académicos era la de los epígonos del Barroco porque las ideas del Neoclasicismo de la Corte todavía no habían calado y por la fuerte tradición barroca andaluza; eran conscientes de la decadencia de la poesía en España, pero su reforma era para ellos una restauración de la literatura de los grandes autores del barroco, y muy en particular por el cordobés Luis de Góngora. Sin embargo, no exageran el culteranismo de éste, sino que lo atenúan, y cultivan una poesía narrativa a la que procuran inculcar una intención moral. Todavía arde en ellos el propósito de crear una épica culta o epopeya cristiana.
Las sesiones, pues, de la academia debieron iniciarse en 1738, y a ellas asistieron además un pariente de Torrepalma, oculto bajo el seudónimo de "Caballero de las Cuitas", y un desconocido Sacristán, y más ocasionalmente otros clérigos y nobles, entre ellos uno de los primeros teorizantes del Neoclasicismo en España, el malagueño Luis José Velázquez, "Caballero Doncel del Mar", que se sumó en 1743.
Los frutos literarios conservados de estas reuniones son parodias de temas mitológicos en redondillas, como el Acteón y Diana de José Antonio Porcel y el hasta ahora inédito Pan y Siringa de Alonso Verdugo Castilla, poemas fechados en 1738. Las reuniones tenía lugar en la Abadía del Sacro Monte y desde 1740 en la casa del Conde de Torrepalma, denominada "Castillo de las Mutaciones" en la jerigonza académica. Se conservan también los poemas Adonis y Deucalion del conde y otros poemas menores. Entre 1741 y 1742 debió José Antonio Porcel, ahora Caballero de los Jabalíes, leer sus églogas venatorias sobre Adonis. La época de esplendor del Trípode termina con la marcha a Madrid de Torrepalma a finales de 1743. Los académicos sólo volverán a reunirse una vez en 1745 y otra en 1748 para clausurarla.